# 萨尔聚
萨尔聚（法語：Salzuit，法語發音：[salzɥi]）是法国上卢瓦尔省的一个市镇，位于该省西部，属于布里尤德区。

## 地理
萨尔聚（45°12'36"N, 3°29'1"E）面积8.05 平方千米，位于法国奥弗涅-罗讷-阿尔卑斯大区上盧瓦爾省，该省份为法国中南部省份，北起多姆山省和卢瓦尔省，西接康塔爾省，南至洛泽尔省，东临阿尔代什省。
与萨尔聚接壤的市镇（或旧市镇、城区）包括：拉绍梅特、库特日、波拉盖、圣普里瓦迪德拉贡。
萨尔聚的时区为UTC+01:00、UTC+02:00（夏令时）。

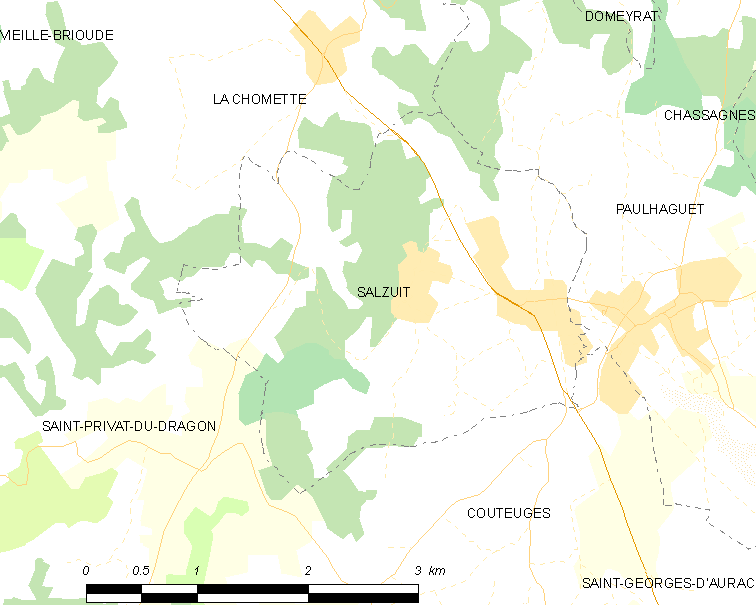
萨尔聚的OSM定位图

## 行政
萨尔聚的邮政编码为43230，INSEE市镇编码为43232。

## 政治
萨尔聚所属的省级选区为拉法耶特地区县。

## 人口

1962-2008年间萨尔聚人口变化图示

萨尔聚于2022年1月1日时的人口数量为333人。